# Fuerte de San José Buena Vista
El Fuerte de San José Buena Vista —llamado también Castillo de San José— fue inaugurado el 25 de mayo de 1846 en el llamado «Cerrito de Buena Vista» en el sudoeste de la Ciudad de Guatemala por el gobierno del capitán general Rafael Carrera y Turcios, por lo que también fue llamada «Castillo de Carrera». El castillo de San José de Buena Vista ocupaba parte del área que posteriormente ocuparon el Palacio Municipal, el Teatro Nacional y parte de la avenida Bolívar. El fuerte contaba con un polígono de tiro para los fusileros, almacenes de municiones, caballerizas, comedores y una laguna de agua rodeada de un puente elevadizo, al que se le llamó la «Laguna del Soldado».

## Historia

### Construcción

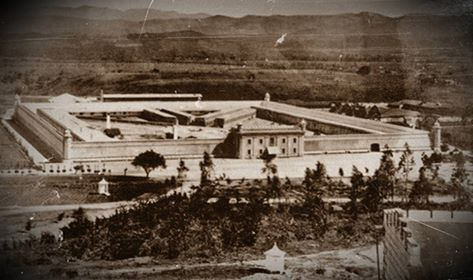
Penitenciaría Central de Guatemala, en 1892, tal y como se apreciaba desde el Fuerte de San José.

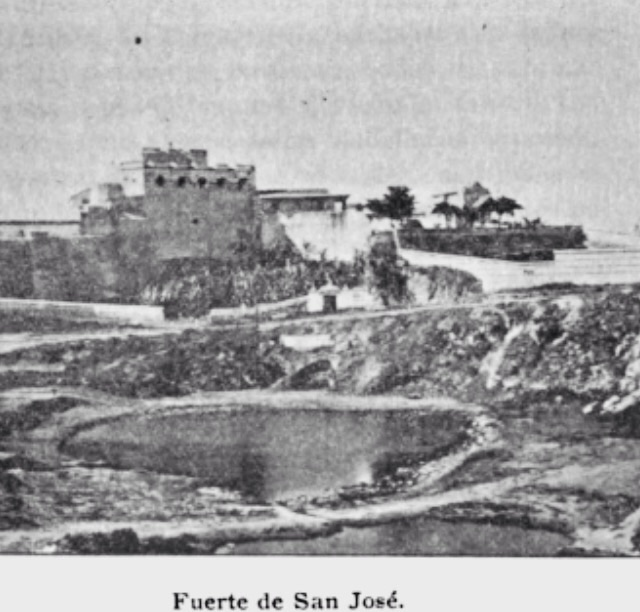
Castillo de San José en 1907.

El fuerte está ubicado en el extremo sur de la Ciudad de Guatemala y tiene una altura superior a los veinte metros sobre el nivel del resto del terreno lo que le confiere una posición ventajosa que a mediados del siglo xix le permitía el control visual del valle circundante y de toda la ciudad.
Durante la primera invasión a Guatemala del general hondureño Francisco Morazán en 1829, el Cerro de Buena Vista, en donde después fue construido el fuerte, fue utilizado para ubicar una sección de su Ejército; esta invasión resultó en la expulsión de las órdenes regulares y del Clan Aycinena del país y en la imposición del régimen liberal laico del Dr.Mariano Gálvez en el Estado de Guatemala.  Tras los sucesos que llevaron a Rafael Carrera y Turcios al poder en 1839 y luego de la fallida segunda invasión de Morazán en 1840, el general Carrera consideró urgente la necesidad de resguardar la Ciudad de Guatemala y de inmediato inició una evaluación de las áreas que debían utilizarse para la construcción de fortalezas defensivas, con una orientación que permitiera posteriormente la construcción de muros interconectados con el fin de crear una ciudadela, definiendo la colina de Buena Vista con el punto de partida para dicho proyecto.
En 1843 Carrera designó al agrimensor de la ciudad, José María Cervantes, para elaborar y concretar la construcción del fuerte en el Cerro de Buena Vista. Los trabajos se extendieron por espacio de tres años, iniciándose con la mayor premura posible ante los levantamientos de los Lucios y de los hermanos Cruz en el oriente de Guatemala. Originalmente, el fuerte contaba con un puente levadizo, un foso de agua que circulaba toda el perímetro, e impresionantes muros defensivos.
El fuerte fue inaugurado el 25 de mayo de 1846, con una misa de acción de gracias en la antigua Iglesia del Calvario, situada muy próxima al fuerte; de esta iglesia salió una procesión con la imagen de la virgen de Santa Bárbara rumbo al nuevo fuerte y la tradicional bendición de instalaciones que estuvo a cargo del Obispo José María y Croquer. Un año después de su fundación, el Fuerte de San José ya era considerado el principal almacén de guerra de Guatemala.

### Servicio militar

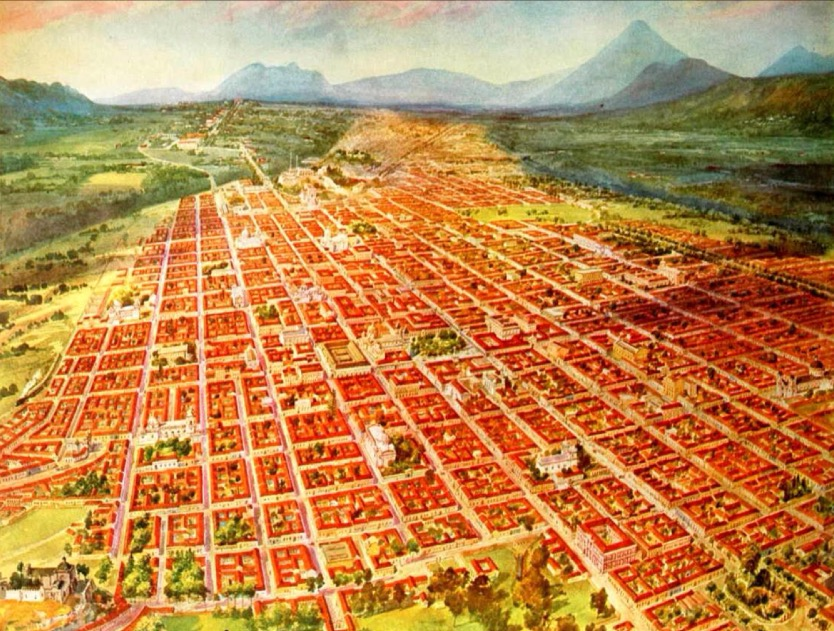
Ciudad de Guatemala a principios del siglo xx. El Fuerte de San José tenía una vista privilegiada de toda la extensión de la ciudad cuando fue construido a mediados del siglo xix.

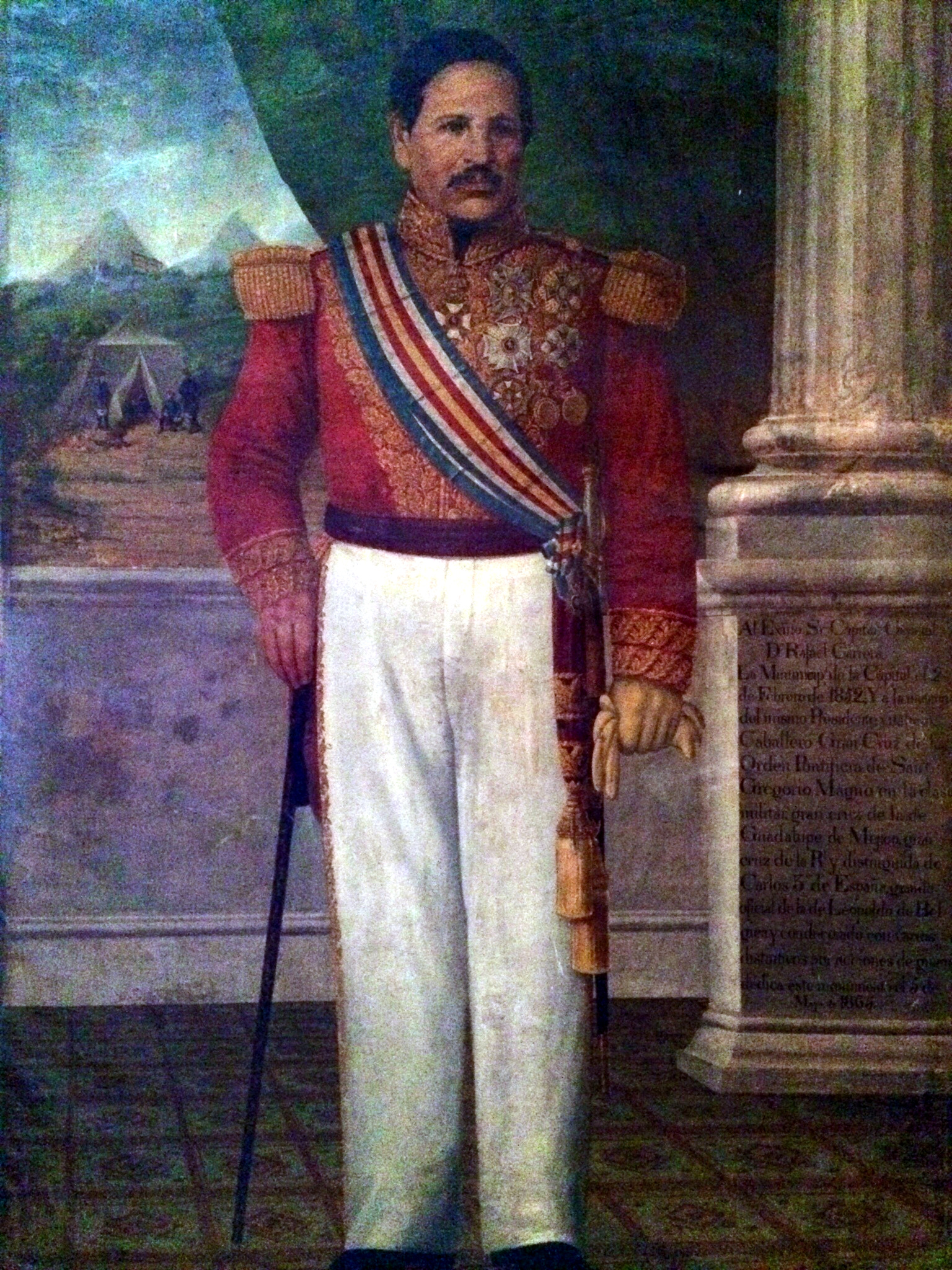
Capitán General Rafael Carrera y Turcios, presidente vitalicio de Guatemala. Mandó a construir el castillo en 1843.

Para 1852 el nombre de «Fuerte de San José» se había generalizado entre los habitantes de la ciudad, aunque en los círculos militares era denominado «Cuerpo o Brigada de Artillería de Santa Bárbara». Carrera ya utilizaba el recinto como cárcel para los prisioneros políticos que se oponían a su régimen. En 1854, tras desarticular y trasladar a Guatemala las piezas de artillería del Fuerte de San Fernando de Omoa en Honduras, el general Carrera designó al Fuerte de San José como depositario de las mismas. En 1866 el sargento Emilio Rascón quedó al mando del fuerte, y estableció mayor rigidez en las normas del comando.
Luego del triunfo de la Reforma Liberal en 1871 el Castillo mantuvo sus funciones de arsenal de artillería, y del moderno armamento que se adquirió.  Pero cuando se concluyó la construcción de la Penitenciaría Central de Guatemala, fue suprimida la función como presidio por lo que las bartolinas fueron cerradas, y las instalaciones fueron utilizadas como alojamiento de tropa. En el año de 1872, el gobierno creó la primera escuela de educación primaria para alfabetización de soldados.
Del bronce de los cañones del fuerte de San José fue fundida la campana mayor de la Iglesia de la Catedral Metropolitana, la cual fue bendecida en 1871, en celebración del Concilio Vaticano I, y desde entonces es conocida como «La Chepona».

### Semana trágica

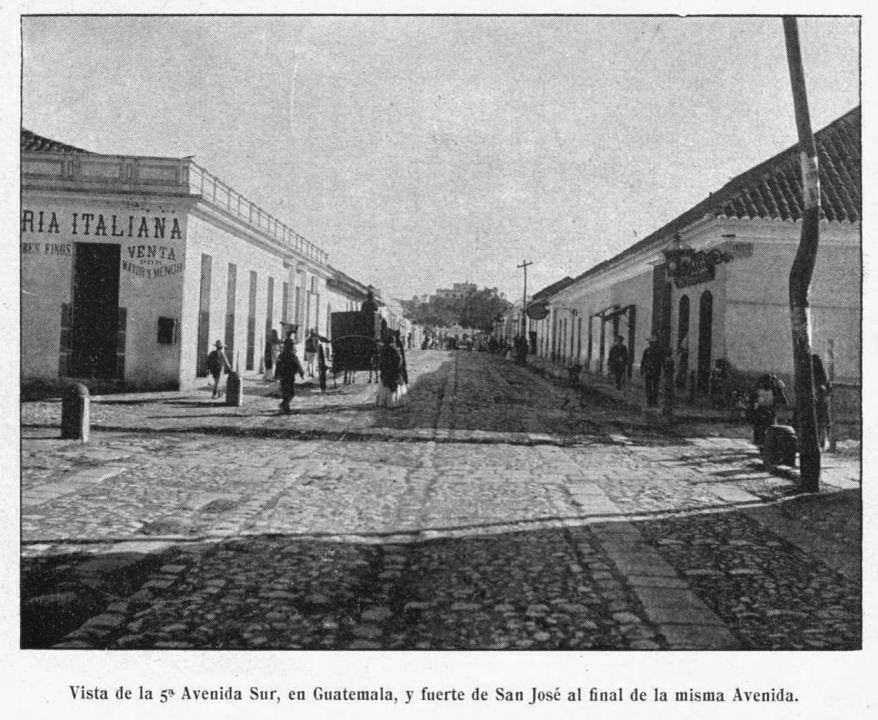
Quinta avenida de la Ciudad de Guatemala en 1911. Al fondo, el Fuerte de San José Buena Vista.

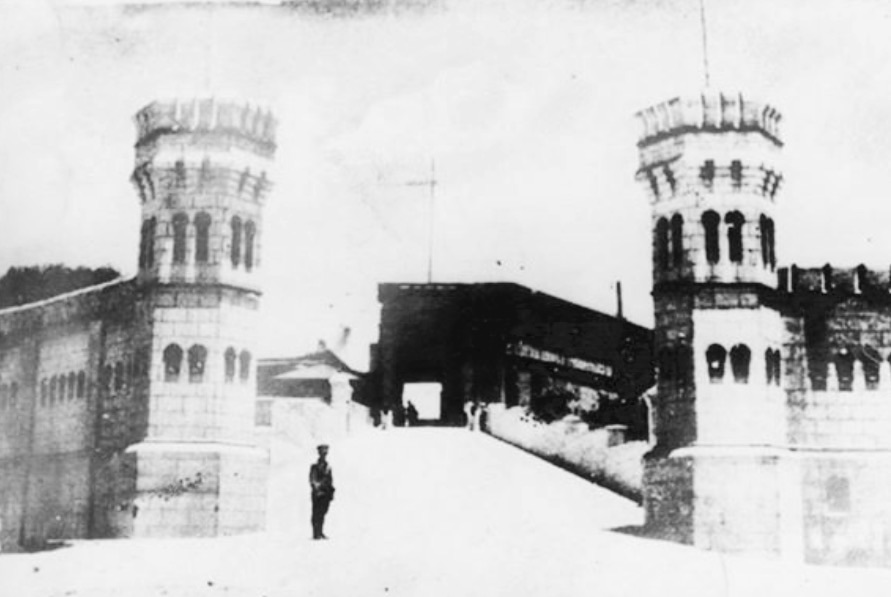
Entrada del Fuerte de San José Buena Vista a principios del siglo xx.

El Fuerte de San José quedó totalmente destruido tras los terremotos de 1917 y 1918 y el presidente Manuel Estrada Cabrera, nombró al general Rodolfo Mendoza como comandante del fuerte, para que iniciara la reconstrucción del mismo tras hacer un estudio minucioso para poder contar con instalaciones modernas y funcionales.  
Tras enterarse de que la Asamblea Nacional lo había declarado incapaz para gobernar luego de 22 años en el poder el 8 de abril de 1920, el licenciado Manuel Estrada Cabrera se apertrechó en su residencia de La Palma y se aprestó a atacar la Ciudad de Guatemala, dejando que los opositores a su régimen —liderados por el clan Aycinena de la élite del Partido Conservador aglutinados en el nuevo Partido Unionista— celebraran toda la noche del 8 de abril.

#### 9 de abril

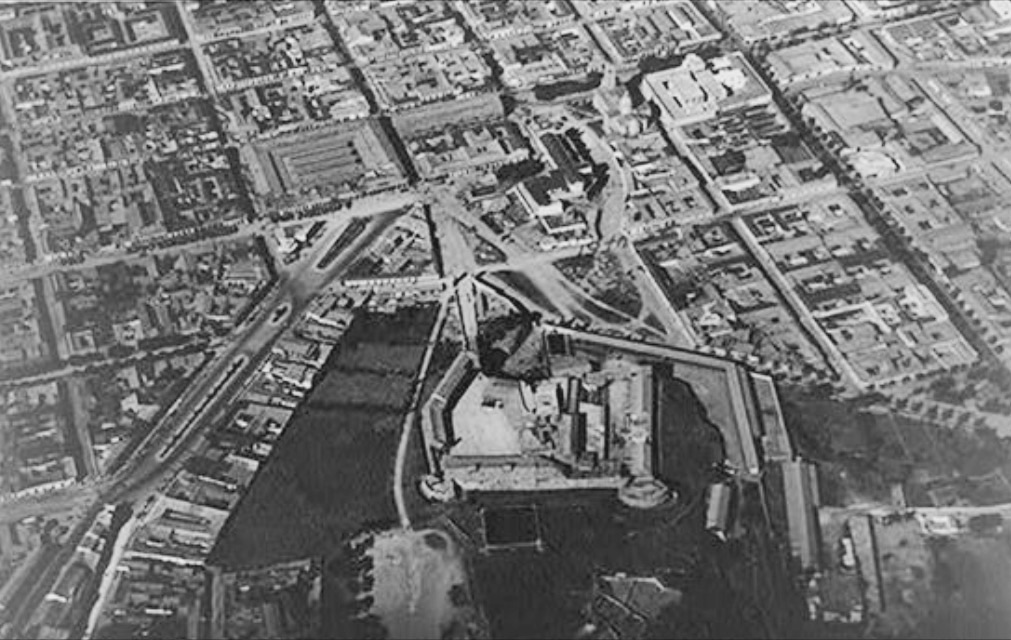
Vista aérea del Fuerte de San José Buena Vista en la década de 1930. Desde esta elevada posición las tropas de Estrada Cabrera atacaron a la Ciudad de Guatemala.

El 9 de abril de 1920, la Ciudad de Guatemala despertó con el fragor de las ametralladoras y de los morteros que estallaban por todos lados.  En la Palma, el presidente Estrada Cabrera disponía de unidades de artillería franceses y de setenta y cinco piezas antiaéreas, equipo que había obtenido luego de declararle la guerra a Alemania en 1918; además, tenían también a su disposición pistolas automáticas y ametralladoras. En la ciudad, las calles estaban desiertas, pero pronto se llenaron y se iniciaron las hostilidades. Los conservadores unionistas fueron tomados por sorpresa, quedando en evidencia que su organización era deficiente y casi no disponían de armamento; pero los ayudaron los estudiantes y los obreros, quienes sistemáticamente requisaron y saquearon todos los edificios gubernamentales y encontraron armas y municiones hasta en los lugares más insospechados. Al final, contaban con un arsenal que incluía también cuchillos, machetes, rifles, escopetas, hachas y barras de hierro. Con gran entusiasmo, todos los hombres mayores de edad construyeron barricadas y trincheras en las calles, que todavía estaban en pésimo estado luego de los terremotos de 1917-1918.
Al principio, el fuego era indiscrimanado y acaba con amigos y enemigos, pero esta situación fue remediada cuando los unionistas distribuyeron distintivos blancos que los suyos utilizaron en sus sombreros; incluso hubo algunos que llevaban un retrato de Carlos Herrera —el nuevo presidente— en el pecho. El gobierno estaba disparando incesantemente desde La Palma, y los cuarteles de San José y de Matamoros. Carros con banderas de la Cruz Roja iban y venían, llevando en el estribo a una hermana con sus implementos de socorro y un machete al cinto, por si acaso.
Después de los combates iniciales, las tuberías de agua y los cables de electricidad quedaron dañados, dejando a la ciudad a oscuras; también quedaron inutilizados el teléfono y el telégrafo. La desinformación abundaba y sólo se sabían los rumores más diversos.  Era ya una revolución, que gracias al armamento moderno fue peleada duramente.

#### 10-13 de abril

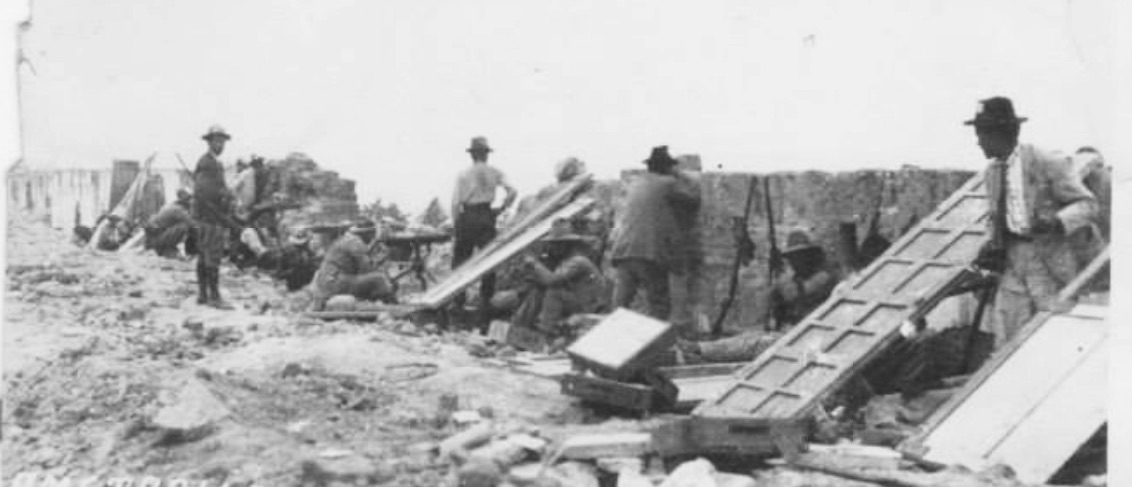
Fuerte de San José durante la Semana Trágica.

Durante los días siguientes se temió que las fuerzas cabreristas iban a entrar a la ciudad y caer sobre los revolucionarios por la retaguardia, pero esto nunca ocurrió. Varias veces se pactó una tregua, pero por la desinformación imperante y la falta de comunicaciones, se rompía a los pocos minutos. Los combates continuaron durante todos estos días, pero su intensidad disminuyó considerablemente.

#### 14 de abril

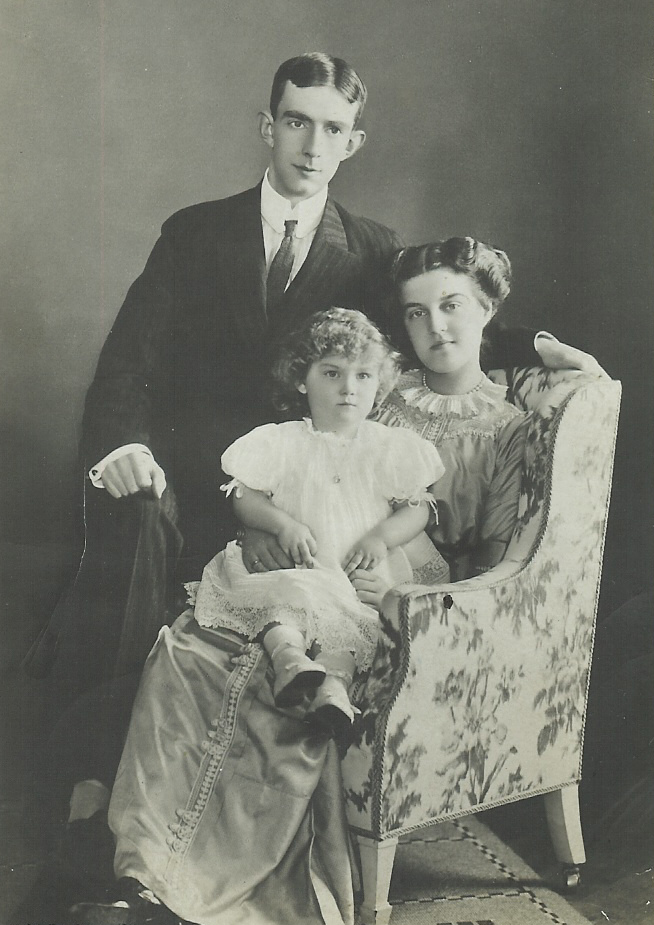
Príncipe Guillermo de Suecia con su familia. El príncipe estuvo en Guatemala durante la Semana Trágica y escribió sus experiencias en su libro Between two continents -Entre dos continentes.

Los combates continuaron hasta el 14 de abril, fecha en que el Castillo de San José se rindió por la negociación entre su comandante el coronel Eduardo Villagrán Ariza, en la Iglesia de El Calvario, con el General Apolinario Ortiz, jefe de las fuerzas unionistas, quien entregó un pliego firmado por los generales José María Lima, José María Orellana, Felipe S. Pereira, Aurelio F. Recinos y Flavio Ovalle, en el que le pedían, como jefes y compañeros de armas entregar el mando del Fuerte para evitar un mayor derramamiento de sangre, petición que el aceptó. Al Capitular, dejó asentado en el acta que no actuaba por falta de valor ni de recursos bélicos y alimenticios, sino por humanidad. Como desde allí se mandaba a los otros fuertes, el presidente se vio obligado a rendirse, junto con las fuerzas que le quedaban, de aproximadamente cinco mil hombres.

### Destrucción
Durante el gobierno del general Jorge Ubico Castañeda se hicieron los estudios para la remodelación del ya casi centenario fuerte, la cual se extendería en un periodo de casi veinte años. Pero Ubico fue obligado a renunciar el 1 de julio de 1944, y su sucesor, el general Federico Ponce Vaides, fue derrocado en octubre de ese año.
En la noche anterior al 20 de octubre de 1944, después de coordinar las unidades que estarían en combate, de comprobar las comunicaciones, adjudicar misiones y objetivos de establecer un puesto de mando, los mayores decidieron iniciar las operaciones de acuerdo con el plan estratégico establecido, sin la asistencia del mayor Aldana Sandoval y del coronel Humberto Díaz, quienes por diversas razones no estuvieron presentes en la hora convenida: dos piezas de artillería fueron situadas en la zona 5 para cañonear el Castillo de Matamoros mientras que dos tanques cubrían el frente del cuartel para evitar fugas; desde los altos del Cerrito del Carmen, otras dos unidades bombardearon el Castillo de San José, también sitiado por otro par de tanques. Fue neutralizado el campo de aviación del Aeropuerto Internacional La Aurora y luego fueron ubicados cuatro cañones más contra Matamoros y el Castillo de San José produciendo, en ambos, estragos materiales en los edificios y una considerable cantidad de bajas entre muertos y heridos. Finalmente, fueron colocados cuatro tanques frente al Palacio Nacional con la orden de atacar en caso de encontrar resistencia.
Por su parte, el capitán Jacobo Árbenz Guzmán, el ciudadano Jorge Toriello y el teniente Enrique de León Aragón estuvieron repartiendo armas a los civiles que las solicitaban para unirse a la lucha. Los primeros civiles que se incorporaron a la lucha armada fueron quince estudiantes universitarios que llegaron a la Guardia de Honor a las dos de la mañana, quienes fueron armadas inmediatamente. Otro contingente civil muy valioso fue el constituido por obreros armados liderados por el legendario dirigente Silverio Ortiz Entre todos ellos lograron reunir ochocientos hombres que pelearon en diversos barrios de la ciudad, entre otros, «La Palmita», «La Reformita», «Santa Cecilia» y en las calles céntricas, enfrentándose a la policía nacional y a los francotiradores que cobraron muchas vidas humanas. El contingente obrero estuvo integrado por albañiles, carreteros, maestros, tipógrafos, ferrocarrileros, jornaleros y toda una amplia gama de oficios.
En las primeras horas de la mañana del 20 de octubre, el Castillo de Matamoros elevó la bandera blanca en señal de redención y a las 10:30 a. m. hizo lo mismo el Castillo de San José. Algunos hechos callejeros violentos por parte de la resistencia obligaron al ejército revolucionario a integrar con estudiantes y maestros un cuerpo de vigilancia llamado  «Guardia Cívica», que patrulló la Ciudad de Guatemala desde la noche del 20 de octubre en adelante, en sustitución de la policía nacional. Los boy scouts también pusieron su grano de arena dirigiendo el tráfico en las esquinas más concurridas y las mujeres guatemaltecas merecieron una mención especial debida a su labor como ayudantes de enfermería en los hospitales y puestos de socorro.

### Remodelación
Posteriormente a este evento el Fuerte de San José dejó de ser una instalación militar y quedó en el abandono total, y fue hasta la llegada del Presidente Ydígoras Fuentes en el año de 1961, cuando se inició el proyecto de recuperación con la creación de lo que fue el Teatro Nacional de Guatemala.
En 1984, se publicó el Acuerdo Gubernativo n.º 573-84 en el cual se asigna el oficialmente el área de las Baterías del antiguo Fuerte de San José para el funcionamiento del Museo Militar
y en 1998, por orden del Ministro de la Defensa Nacional, general Héctor Mario Barrios Celada se remodelaron las instalaciones del Fuerte de San José y Museo del Ejército; la remodelación fue inaugurada el 25 de mayo de 1999. En julio del año 2000, se ordenó por acuerdo gubernativo n.º 373-2000 la creación del Servicio de Historia Militar.